# 굿모닝뉴스 이강민입니다
《굿모닝뉴스 이강민입니다》는 대한민국의 방송국 CBS기독교방송의 라디오 채널 CBS 표준FM에서 월~토 오전 6시 5분부터 오전 7시까지 방송되었던 라디오 프로그램이다.

## 프로그램 소개
- 활기찬 아침, 기분 좋은 시작
- 굿모닝 월드 : 굵직한 해외 현안부터 재미있는 토픽까지. 1분 영어표현과 함께 만나는 세계통신!
- 뉴스로 여는 아침 :밤사이 화제가 된 포털뉴스와 실검을 정리해 드립니다. 오늘 뉴스도 당신거예요~
- 오늘의 일정 : 꼼꼼한 일정 체크로 하루의 빅피쳐를 그립니다. 오늘 있을 주요 일정, 미리 알림~
- 다AI지? AI 퀴즈 : 인공지능 그녀의 1일 1퀴즈. 아침을 깨우는 특별한선물과 함께 상식을 업그레이드시켜드립니다

## 요일별 코너
- 월요일, 화요일, 목요일 : 뇌섹 뉴스 - 믿고 듣는 게스트가 직접 pick한 주요 아침 뉴스와 뜨거운 이슈 발제! 뉴스를 꼭꼭 씹어먹는 뇌가 섹시해지는 시간.
- 금요일 : 최재원의 빅데이트 - 빅데이터로 줌인 줌아웃! 재밌게 들여다보는 사회현상
- 토요일 : 누워서 세계 속으로 - 늦잠보다 달콤한 스토리가 있는 여행, 가실래요?
- 토요일 : 슬기로운 문화생활 - 인싸라면 챙겨야 할 문화생활 A to Z

## 같이 보기
- CBS 표준FM
- 오늘아침 1라디오
- 고현준의 뉴스브리핑

| CBS 표준FM 평일 프로그램 |                         |                          |
| 이전                     | 굿모닝뉴스 이강민입니다 | 다음                     |
| 크리스천 칼럼            | 굿모닝뉴스 이강민입니다 | 김덕기의 아침뉴스        |
| 오전 5시 55분 ~ 오전 6시 | 오전 6시 5분 ~ 오전 7시 | 오전 7시 ~ 오전 7시 20분 |
|                          | 정시 CBS 노컷뉴스       |                          |

| 부산CBS 표준FM 평일 프로그램 |                         |                          |
| 이전                         | 굿모닝뉴스 이강민입니다 | 다음                     |
| 크리스천 칼럼                | 굿모닝뉴스 이강민입니다 | 김덕기의 아침뉴스        |
| 오전 5시 55분 ~ 오전 6시     | 오전 6시 5분 ~ 오전 7시 | 오전 7시 ~ 오전 7시 20분 |
|                              | 정시 CBS 노컷뉴스       |                          |

| 경남CBS 표준FM 평일 프로그램 |                         |                          |
| 이전                         | 굿모닝뉴스 이강민입니다 | 다음                     |
| 크리스천 칼럼                | 굿모닝뉴스 이강민입니다 | 김덕기의 아침뉴스        |
| 오전 5시 55분 ~ 오전 6시     | 오전 6시 5분 ~ 오전 7시 | 오전 7시 ~ 오전 7시 20분 |
|                              | 정시 CBS 노컷뉴스       |                          |

| 대구CBS 표준FM 평일 프로그램 |                         |                          |
| 이전                         | 굿모닝뉴스 이강민입니다 | 다음                     |
| 교계행사안내                 | 굿모닝뉴스 이강민입니다 | 김덕기의 아침뉴스        |
| 오전 5시 55분 ~ 오전 6시     | 오전 6시 5분 ~ 오전 7시 | 오전 7시 ~ 오전 7시 20분 |
|                              | 정시 CBS 노컷뉴스       |                          |

| 광주CBS 표준FM 평일 프로그램 |                         |                          |
| 이전                         | 굿모닝뉴스 이강민입니다 | 다음                     |
| 크리스천 메시지              | 굿모닝뉴스 이강민입니다 | 김덕기의 아침뉴스        |
| 오전 6시 ~ 오전 6시 5분      | 오전 6시 5분 ~ 오전 7시 | 오전 7시 ~ 오전 7시 20분 |
|                              |                         |                          |

| CBS 표준FM 토요일 프로그램 |                         |                          |
| 이전                       | 굿모닝뉴스 이강민입니다 | 다음                     |
| 크리스천 칼럼              | 굿모닝뉴스 이강민입니다 | 김정훈의 주말 뉴스쇼     |
| 오전 5시 55분 ~ 오전 6시   | 오전 6시 5분 ~ 오전 7시 | 오전 7시 ~ 오전 8시 55분 |
|                            | 정시 CBS 노컷뉴스       |                          |

| 부산CBS 표준FM 토요일 프로그램 |                         |                          |
| 이전                           | 굿모닝뉴스 이강민입니다 | 다음                     |
| 크리스천 칼럼                  | 굿모닝뉴스 이강민입니다 | 김정훈의 주말 뉴스쇼     |
| 오전 5시 55분 ~ 오전 6시       | 오전 6시 5분 ~ 오전 7시 | 오전 7시 ~ 오전 8시 55분 |
|                                | 정시 CBS 노컷뉴스       |                          |

| 경남CBS 표준FM 토요일 프로그램 |                         |                          |
| 이전                           | 굿모닝뉴스 이강민입니다 | 다음                     |
| 크리스천 칼럼                  | 굿모닝뉴스 이강민입니다 | 김정훈의 주말 뉴스쇼     |
| 오전 5시 55분 ~ 오전 6시       | 오전 6시 5분 ~ 오전 7시 | 오전 7시 ~ 오전 8시 55분 |
|                                | 정시 CBS 노컷뉴스       |                          |

| 대구CBS 표준FM 토요일 프로그램 |                         |                          |
| 이전                           | 굿모닝뉴스 이강민입니다 | 다음                     |
| 교계행사안내                   | 굿모닝뉴스 이강민입니다 | 김정훈의 주말 뉴스쇼     |
| 오전 5시 55분 ~ 오전 6시       | 오전 6시 5분 ~ 오전 7시 | 오전 7시 ~ 오전 8시 55분 |
|                                | 정시 CBS 노컷뉴스       |                          |

| 광주CBS 표준FM 토요일 프로그램 |                         |                          |
| 이전                           | 굿모닝뉴스 이강민입니다 | 다음                     |
| 크리스천 메시지                | 굿모닝뉴스 이강민입니다 | 김정훈의 주말 뉴스쇼     |
| 오전 6시 ~ 오전 6시 5분        | 오전 6시 5분 ~ 오전 7시 | 오전 7시 ~ 오전 8시 55분 |
|                                |                         |                          |